# Turan Bayramov
Turan Rövşən oğlu Bayramov (ur. 11 stycznia 2001) – azerski zapaśnik startujący w stylu wolnym. Dwukrotny olimpijczyk. Zajął ósme miejsce w Tokio 2020 w kategorii 74 kg i trzynaste w Paryżu 2024 w tej samej wadze.
Piąty na mistrzostwach świata w 2021 i 2023 roku. 
Srebrny medalista mistrzostw Europy w 2021; brązowy w 2022 i 2024. Triumfator igrzysk solidarności islamskiej w 2021. Złoty medalista mistrzostw świata wojskowych w 2023. 
Wygrał igrzyska olimpijskie młodzieży w 2018. Mistrz świata U-23 w 2019 i Europy w 2023. Mistrz Europy juniorów w 2019 i 2021. Trzeci na MŚ juniorów w 2019 i 2021. Mistrz świata kadetów w 2018 i drugi w 2017. Mistrz Europy kadetów w 2017 i trzeci 2017 roku.